# Moplisa sphaeromiformis
Moplisa sphaeromiformis là một loài chân đều trong họ Idoteidae. Loài này được Mañe-Garzón miêu tả khoa học năm 1946.